# Pierre Taisan de l'Estoile
Ne doit pas être confondu avec Pierre de L'Estoile.
Pierre Taisan de l'Estoile, né à Orléans vers 1480 et mort en 1537, est un jurisconsulte français.

## Biographie
Docteur-régent à l'université d'Orléans (1512), il devient après la mort de sa femme, chanoine de la ville et archidiacre de Sully. Il est présent en 1528 au concile de Paris et est nommé conseiller au parlement et président des enquêtes. 
Jean Calvin fut un de ses disciples et sa fille Marie est restée célèbre par sa liaison avec Théodore de Bèze qui la chante dans ses Juvenilia sous le nom de Candide. 
Il est le grand-père de Pierre de L'Estoile.